# Pronephrium peramelense
Pronephrium peramelense är en kärrbräkenväxtart som beskrevs av Holtt. Pronephrium peramelense ingår i släktet Pronephrium och familjen Thelypteridaceae. Inga underarter finns listade.